# FIDE online arena
La FIDE Online Arena (FOA) è il portale di gioco di scacchi online ufficiale della FIDE, aperto al pubblico il 4 aprile 2014 con l'annuncio del presidente FIDE Kirsan Iljumžinov. Analogamente ai server scacchistici commerciali, il portale è accessibile gratuitamente con funzionalità limitate come utenti ospiti (guest) oppure a pagamento (base oppure premium) per gli utenti membri.

## Rating
La FOA ha un suo sistema di rating Elo, che compare assieme agli altri rating nelle schede dei giocatori FIDE e per le partite blitz e rapid tiene conto anche delle partite ufficiali giocate a tavolo (al contrario, i punteggi nel gioco da tavolo sono indipendenti dai risultati online). Per il gioco rapid e blitz le formule e il fattore k (20) sono gli stessi rispetto al gioco da tavolo, mentre il bullet impiega un fattore k pari a 10, e la soglia minima per il rating è di 100 punti (non 1000 come nel gioco da tavolo), con il rating iniziale calcolato sulle prime 5 partite con un fattore k pari a 40. La federazione dispone inoltre controlli severi contro i comportamenti irregolari come cheating e alterazioni del rating. Il sistema di rating è monitorato dall FIDE Online Commission, le cui regole sono approvate direttamente dal FIDE Presidential Board.

## Titoli
La federazione ha disposto dei titoli appositi per il gioco online, che coprono la fascia bassa di rating. Sono titoli ufficiali a tutti gli effetti, compaiono nella scheda ufficiale del giocatore e possono essere usati anche nel gioco da tavolo. Hanno durata a vita e vengono assegnati indistintamente a giocatori di entrambi i sessi, purché non già in possesso di un titolo di GM o MI. I titoli vengono assegnati automaticamente quando il giocatore si mantiene al di sopra della soglia di rating designata per un certo numero di partite consecutive, e devono essere accettati dal giocatore mediante il pagamento di un compenso. I titoli sono i seguenti:
| Titolo                     | Sigla | Rating | Partite (rapid/blitz/bullet) |
| -------------------------- | ----- | ------ | ---------------------------- |
| Arena Grand Master         | AGM   | 2000   | 50/100/150                   |
| Arena International Master | AIM   | 1700   | 50/100/150                   |
| Arena FIDE Master          | AFM   | 1400   | 50/100/150                   |
| Arena Candidate Master     | ACM   | 1100   | 50/100/150                   |

## Campionati
Nel 2015 la FIDE ha organizzato la prima edizione dei campionati internazionali blitz online, che sono aperti fino ad un massimo di 999 giocatori e si articolano in più fasi nell'arco di diversi mesi (qualificazioni con sistema svizzero e finale con girone all'italiana). Si tratta di tre eventi distinti: amateur (rating non superiore a 2000), femminile (giocatrici, purché non IM/WIM o GM/WGM) e junior (giocatori fino ai 20 anni di età).